# Зама (святой)
Зама (268) — епископ Болонский. День памяти — 28 сентября.
Святой Зама (Zama) считается первым епископом Болонским. О нём и о его последователях Фавстиниане, Домициане, Иоанне мало что известно. О нём упоминается в Elenco Renano  как dominus Zama primus episcopus.
Его святые мощи ныне почивают под алтарём Болонского собора святого Петра.